# In Japan (film novembre 1911)
In Japan è un cortometraggio muto del 1911. Il nome del regista non viene riportato nei credit del documentario prodotto dalla Selig Polyscope Company.

## Produzione
Il film fu prodotto dalla Selig Polyscope Company.

## Distribuzione
Distribuito dalla General Film Company, il film - un cortometraggio di 75 metri - uscì nelle sale cinematografiche statunitensi il 24 novembre 1911. Nelle proiezioni, veniva programmato con il sistema dello split reel, accorpato in un'unica bobina con un altro cortometraggio prodotto dalla Selig, la commedia Getting Married.
Il 1º dicembre, la Selig presentò un nuovo documentario dallo stesso titolo più lungo di qualche minuto.